# Свети Архангел Михаил (Копривщица)
Вижте пояснителната страница за други значения на Свети Архангел Михаил.
Гробищният параклис „Свети Архангел Михаил“ е параклис, който се намира в град Копривщица, на северозападния край на града, на едноименния баир в Ламбовска махала. Там е разположен и един от гробищните паркове на града.
Първоначалното селско гробище се намира в двора на църквата „Успение Богородично“. През 1836 г. църковното настоятелство, представлявано от първенците на селото, взима решение да се преустанови ползването му и да се направи ново гробище на хълма Свети Архангел Михаил, наричан от местните Длъга Рада. Гробищният параклис е построен в началото на XX век с иждивлението (разноски, разходи) на хаджи Ненчо Палавеев. За начало на погребалната дейност се приема 1836 г., защото най-старите надгробни паметници са от тази година. До 2021 г. сградата на параклиса се намира в относително добро архитектурно състояние, но вътрешността ѝ е доста запустяла. Иконостасът е разграбен, а наосът се използва като складово помещение. Църковните служби се отслужват на гробовете.
С решение от 18 октомври 2021 г. на Общинския съвет на гр. Копривщица безвъзмездно е отпуснат 30 куб. м. дървен строителен материал за възстановяване на параклиса.